# Деккенпфронн
Деккенпфронн (нім. Deckenpfronn) — громада в Німеччині, знаходиться в землі Баден-Вюртемберг. Підпорядковується адміністративному округу Штутгарт. Входить до складу району Беблінген.
Площа — 11,42 км2. Населення становить 3372 ос. (станом на 31 грудня 2020).